# Tim Cahill
Tim Cahill, all'anagrafe Timothy Filiga Cahill (Sydney, 6 dicembre 1979), è un dirigente sportivo, allenatore di calcio ed ex calciatore australiano con cittadinanza samoana, di ruolo centrocampista o attaccante, direttore tecnico dell'Aspire Academy e della nazionale qatariota, di cui è anche consulente del management, e membro del consiglio d'amministrazione dell'Eupen.
Con 50 reti realizzate in 108 presenze è il miglior marcatore di sempre della nazionale australiana e il secondo giocatore per numero di presenze.

## Biografia
Nato a Sydney, in Australia, il 6 dicembre 1979 da padre inglese di origini irlandesi e da madre samoana, Cahill ha reso la propria esultanza marchio registrato: l'esultanza, in cui Cahill finge di prendere a pugni la bandierina del calcio d'angolo fu per la prima volta vista nella stagione 2005-2006 e fu ispirata dal giocatore dei Melbourne Victory Archie Thompson che esultò allo stesso modo dopo un gol nel 2005.
È cugino del mediano di mischia dei Canterbury Bulldogs Ben Roberts. Tifa per i Wests Tigers in NRL.
Ha due figli, Kyah e Shae, avuti dalla compagna Rebekah Greenhill.

## Caratteristiche tecniche
Di ruolo trequartista, sebbene non fosse dotato di una stazza particolarmente imponente (178 cm), in carriera segnò numerosi gol su colpo di testa. Professionista esemplare, oltre che per la sua etica del lavoro, si è distinto anche per la propria personalità.

## Carriera

### Club

#### Esordi
Si accostò al calcio giovanissimo. Da bambino frequentò la Bexley North Public School e la Kingsgrove North High School, giocando a calcio con il Balmain Police Boys Club. In seguito giocò anche con la Marrickville Red Devils Soccer Football Club4.

#### Millwall
Nel 1997 pregò i genitori di portarlo in Inghilterra per giocare a calcio a livello professionistico. Pochi mesi dopo fu ingaggiato dal Millwall a costo zero, proveniente dal Sydney United, e debuttò in squadra il 22 maggio 1998. Nella stagione 2003-2004 fu tra i protagonisti della sorprendente cavalcata del Millwall fino alla finale di FA Cup, risultato che assicurò alla squadra un posto in Coppa UEFA per la prima volta nella sua storia. Cahill raccolse 100.000 voti e guadagnò il titolo di "Giocatore del turno di FA Cup" grazie alla notevole prestazione mostrata in semifinale. In totale collezionò 241 presenze e 58 gol con il Millwall.

#### Everton

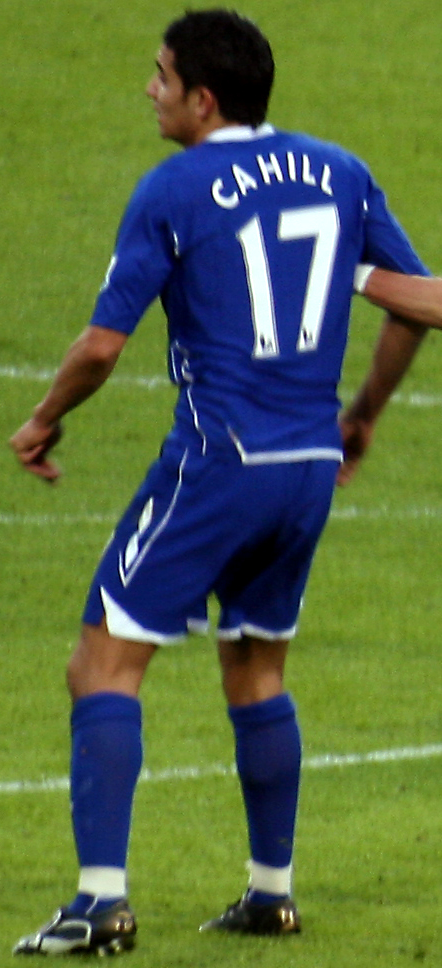
Cahill con la maglia dell' nel 2007.

Nell'estate 2004 firmò con l'Everton, che lo pagò 1,5 milioni di sterline. Al termine della prima stagione 2004-2005 di Premier League risultò il miglior marcatore e il miglior uomo assist della squadra di Liverpool, contribuendo al raggiungimento del quarto posto e della conseguente qualificazione in UEFA Champions League. Nel 2004 fu votato Calciatore oceaniano dell'anno. Nell'agosto 2005 il suo contratto fu prolungato per altri cinque anni con un sostanzioso aumento di stipendio.
Nell'ottobre 2006 fu inserito nella prestigiosa lista dei 50 candidati alla vittoria del Pallone d'oro, primo calciatore dell'Everton a riuscire in una simile impresa dopo 18 anni e unico, nell'annata, a provenire dalla AFC. Infortunatosi alla caviglia e al piede, saltò la maggior parte della stagione 2006-2007, ma alla fine del campionato firmò un'estensione di contratto di altri cinque anni.
Rientrò in campo a metà della stagione 2007-2008 per la partita casalinga di Coppa UEFA contro i greci del Larissa del 25 ottobre 2007, gara in cui realizzò un gol di testa dopo 14 minuti di gioco. La partita finì con una vittoria per 3-1. Il 31 ottobre, con un gol nei tempi supplementari contro il Luton Town diede all'Everton la prima qualificazione ai quarti di finale di Coppa di Lega dopo oltre cinque anni. Nel marzo 2008, nella gara interna vinta per 1-0 contro il Sunderland, ottenne la centesima presenza con la maglia dell'Everton.
Il 28 gennaio 2009 segnò in casa contro l'Arsenal il suo centesimo gol in carriera. Nella seconda metà della stagione 2008-2009 fu utilizzato come valido rincalzo per sopperire agli infortuni di Mikel Arteta, Victor Anichebe e Yakubu.
Nel 2009-2010, dopo l'infortunio di Phil Neville, vestì la fascia di capitano dei Toffees. Il cinquantesimo gol con l'Everton lo realizzò nella partita persa per 3-1 contro il Carlisle Utd al terzo turno di FA Cup.
Il 25 aprile 2010 collezionò la sua duecentesima presenza con l'Everton, nella partita vinta per 2-1 contro il Fulham. Il mese successivo prolungò il contratto per altri quattro anni. Andato in gol nel derby contro il Liverpool vinto per 2-0 nell'ottobre 2010, a novembre segnò il 50º gol in Premier League nella gara contro il Blackpool. Infortunatosi con l'Australia nella Coppa d'Asia 2011, nel mese di gennaio, Cahill fu costretto a restare lontano dai campi da gioco. Nella stagione 2010-2011 collezionò solo nove presenze, di cui otto in campionato e una in FA Cup.
Tornato al gol contro il Blackburn nel gennaio 2012, a tredici mesi di distanza dall'ultima marcatura, concluse la stagione il 13 maggio 2012 con un'espulsione per condotta violenta nella partita interna contro il Newcastle Utd, per un alterco con Yohan Cabaye avvenuto dopo il fischio finale dell'arbitro. Dopo otto anni di militanza nell'Everton, lasciò la squadra alla fine della stagione.

#### New York Red Bulls

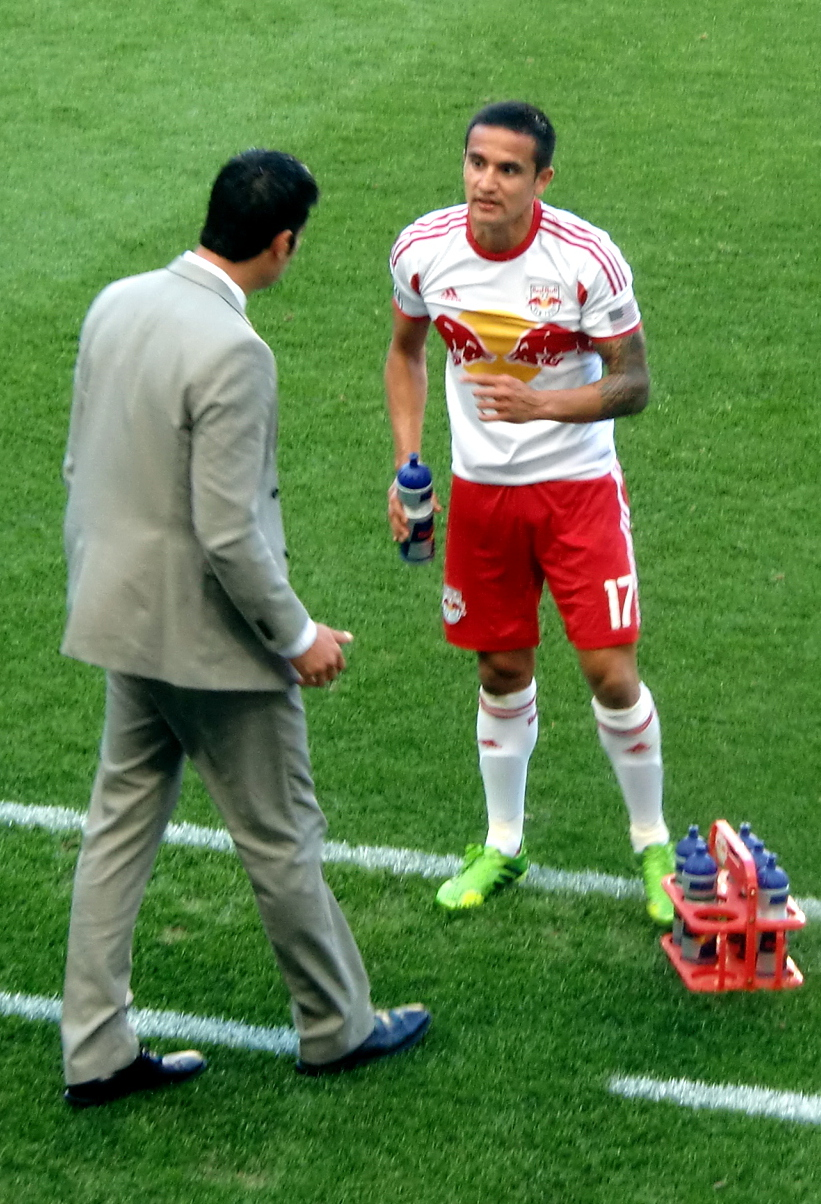
Cahill in campo con i nel maggio 2013.

Il 23 luglio 2012 l'Everton comunicò sul proprio sito ufficiale di aver accettato una cifra simbolica di un milione e mezzo di dollari in cambio del giocatore 32enne, ceduto alla squadra americana dei New York Red Bulls. Cahill accettò la destinazione e si accordò sui dettagli del contratto con la franchigia della MLS. Esordì un mese dopo, contro lo Houston Dynamo.
Il 19 maggio 2013 segnò al 91º minuto di gioco il gol della vittoria contro il LA Galaxy. Il 20 ottobre 2013 stabilì il primato (poi battuto da Mike Grella) di gol più veloce della MLS segnando a otto secondi dall'inizio della partita vinta per 3-0 contro lo Houston Dynamo.
Il 2 febbraio 2015 rescisse consensualmente il contratto con il club newyorchese.

#### L'esperienza in Cina
Ingaggiato dallo Shanghai Shenhua, il 9 marzo 2015 esordì nella Super League cinese alla prima giornata di campionato, nella partita vinta per 6-2 contro lo Shanghai Shenxin. Con il club raggiunse la finale di Coppa di Cina, persa contro lo Jiangsu Sainty dopo i tempi supplementari. Il 16 febbraio 2016 Cahill e il club cinese si separarono consensualmente, non rientrando Cahill nei piani del nuovo allenatore Gregorio Manzano.
Passato all'Hangzhou Lücheng, Cahill esordì con la sua nuova squadra andando a segno su calcio di rigore nella gara vinta per 2-1 contro il Changchun Yatai. Il 14 luglio 2016 il suo contratto fu rescisso consensualmente con la società.

#### Melbourne City
L'11 agosto 2016 Cahill, tornato in patria, firmò un biennale con il Melbourne City, con l'obiettivo di rilevarne la guida tecnica al termine del biennio. Nella sua seconda partita andò a segno e fornì un assist nella vittoria per 4-1 contro i Western Sydney Wanderers, in Coppa d'Australia. Il 15 ottobre 2016 aprì le marcature nel derby contro il Melbourne Victory con uno spettacolare tiro al volo da 35 metri. Il 30 novembre seguente segnò di testa nella finale di coppa nazionale vinta contro il Sydney FC.
Il 4 febbraio 2017, in procinto di entrare in campo come sostituto nella partita contro il Melbourne Victory, fu espulso ancor prima di scendere in campo per aver rivolto insulti ad un ufficiale di gara cui contestava la concessione di un gol avversario. L'evento non ha precedenti nella storia del calcio australiano.
Il 6 dicembre 2017, a causa dello scarso impiego e desideroso di guadagnare minutaggio per ottenere la convocazione per il campionato del mondo 2018, lasciò il club di Melbourne.

#### Ritorno al Millwall
Il 29 gennaio 2018 firmò per il Millwall, squadra della seconda serie inglese, tornando a militare nel club dopo quasi quattordici anni. Firmato un contratto valido fino alla fine della stagione, debuttò il 9 febbraio contro il Cardiff City, entrando in campo al 90º minuto.

#### India e ritiro
Il 1º settembre 2018 ha firmato per il Jamshedpur, squadra della massima divisione indiana fondata appena 14 mesi prima.
Il 28 marzo 2019, Tim Cahill, annuncia che non rinnoverà il contratto con Jamshedpur e si ritirerà. Sarà poi ambasciatore del Mondiale del 2022 che si disputerà in Qatar.

### Nazionale

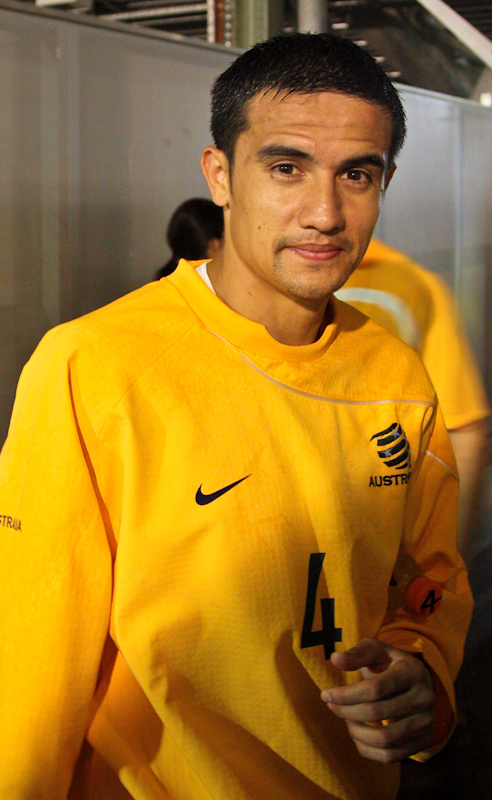
Cahill nel 2009 in Nazionale

Seppur nativo di Sydney, Cahill visse alle isole Samoa per tre anni prima di tornare in Australia da bambino. Invitato dalla federcalcio samoana a prendere parte al campionato oceaniano Under-20 del 1994, esordì nella nazionale samoana Under-20 all'età di 14 anni. Con la selezione samoana giocò due partite.
Nel febbraio 2002, avendo nonni irlandesi, Cahill ricevette dal CT della nazionale irlandese Mick McCarthy, che aveva allenato il calciatore al Millwall e voleva che partecipasse al campionato del mondo 2002, la convocazione in nazionale, sperando nell'interesse di Cahill, che tuttavia, stanti le vigenti norme FIFA, non era selezionabile per la rappresentativa irlandese avendo già rappresentato un'altra nazione, seppure a livello giovanile.
Nel 2004 le norme della FIFA riguardo alla convocabilità dei calciatori in nazionali maggiori si fecero meno stringenti, consentendo a chi aveva giocato a livello giovanile con una rappresentativa di poterne rappresentare un'altra a livello di nazionale A. Tra Inghilterra, Irlanda e Australia Cahill scelse dunque di rappresentare il suo paese di nascita e debuttò con la nazionale australiana il 30 marzo 2004 in amichevole contro il Sudafrica a Loftus Road, Londra. Prese parte ai Giochi olimpici di Atene 2004 con la nazionale olimpica australiana.
Il suo debutto in competizioni ufficiali con la nazionale A risale invece alla Coppa d'Oceania 2004, che vinse da protagonista, realizzando 6 gol e risultando il secondo miglior marcatore della fase finale e il miglior marcatore nella fase a eliminazione diretta. Queste prestazioni furono decisive per fargli vincere il premio di Calciatore oceaniano dell'anno nel 2004.
Nel 2005 Cahill fu convocato dal CT Frank Farina per la Confederations Cup in Germania, dove giocò tutte e tre le partite dell'Australia.
Al mondiale del 2006 si affermò definitivamente come uno dei migliori centrocampisti del mondo. Nella rassegna tedesca fu autore del primo gol dell'Australia in una fase finale di Coppa del mondo, il 12 giugno contro il Giappone. I nipponici condussero il risultato per 1-0 per la maggior parte della partita grazie ad un gol di Shunsuke Nakamura, ma Cahill, entrato nel secondo tempo al posto di Mark Bresciano, pareggiò il conto all'84º minuto, per poi raddoppiare pochi minuti dopo, dando alla sua nazionale una storica vittoria. John Aloisi siglò il gol definitivo 3-1 al 92º minuto, su assist di Cahill. Cahill diventò non solo il primo australiano a segnare un gol nella fase finale di una Coppa del mondo, ma anche il primo australiano a realizzare una doppietta in un mondiale. Dopo la sfida con i giapponesi Cahill contava 18 presenze e 13 gol con la nazionale australiana, primo tra i centrocampisti per numero di gol. Il risultato è ancor più importante se si considera che molte delle presenze furono raccolte come sostituto. Contro gli asiatici Cahill fu eletto "uomo partita", primo australiano a conseguire questo risultato in una fase finale di un mondiale. Tim Cahill giocò anche la seconda partita del girone persa contro il Brasile (2-0) e la terza contro la Croazia, pareggiata per 2-2. Il risultato valse all'Australia la qualificazione agli ottavi di finale, dove i Socceroos furono eliminati dall'Italia poi campione del mondo.

Reduce da un infortunio, fu comunque convocato per la Coppa d'Asia 2007, dove fu impiegato come sostituto nella squadra australiana che raggiunse i quarti di finale.

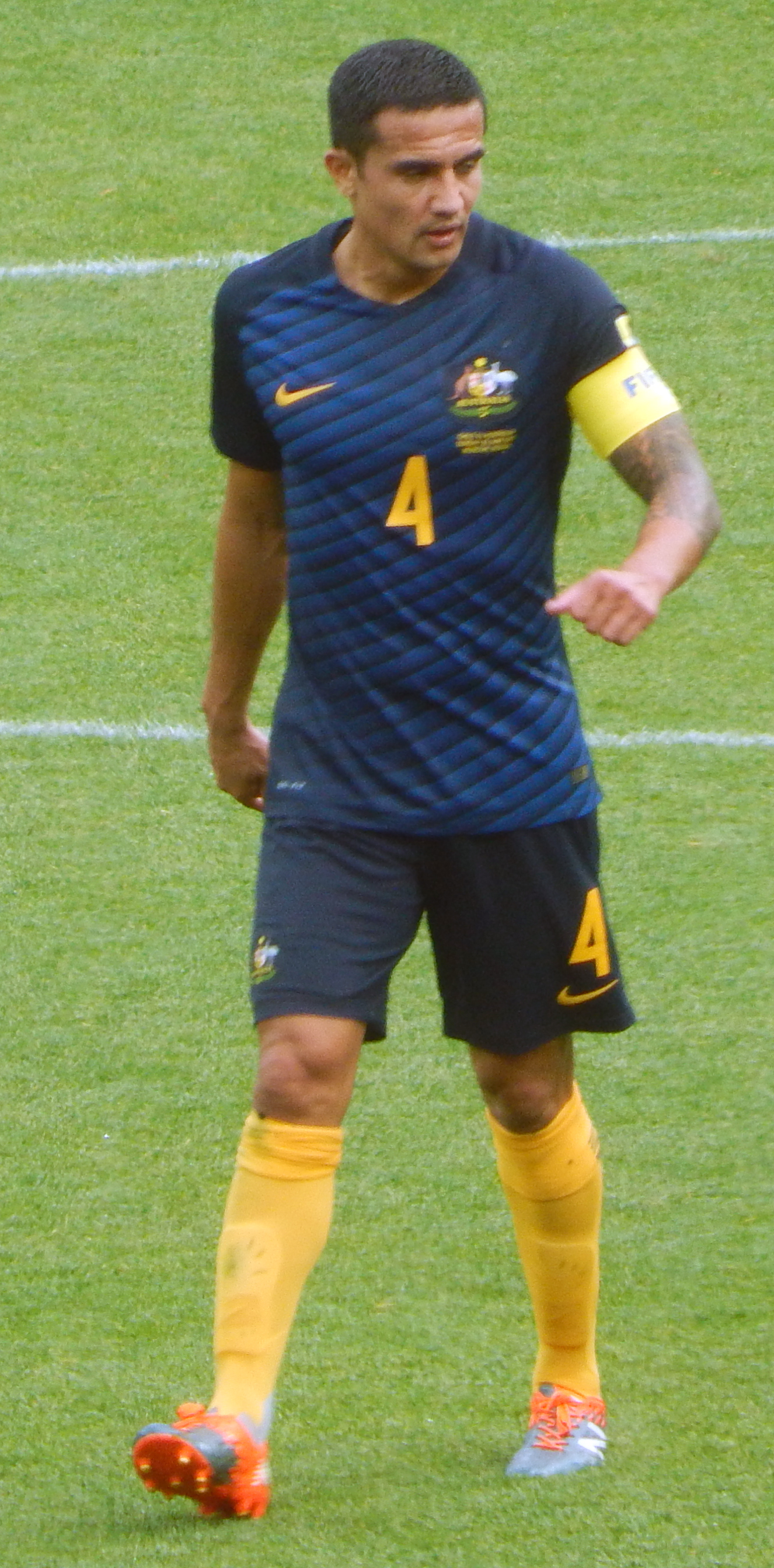
Cahill in campo in Russia durante la partita tra Australia e, valida per la Confederations Cup 2017.

Decisivo per la qualificazione dell'Australia al campionato del mondo 2010 segnando gol decisivi contro Qatar e Giappone, nella fase finale, in Sudafrica, Tim Cahill segnò un gol contro la Serbia. L'Australia conduceva per 2-0 e sarebbe bastato solo un altro gol per superare il turno, ma alla fine la Serbia segnò la rete del 2-1 che eliminò gli oceaniani. Nel finale Cahill salvò la propria squadra respingendo un colpo di testa di Nemanja Vidić con le mani, ma non fu visto dall'arbitro uruguaiano Jorge Larrionda ed evitò l'espulsione.
Convocato per la Coppa d'Asia 2011, il 10 gennaio 2011, durante la fase finale, realizzò una doppietta nella partita contro l'India, chiudendo definitivamente la partita sul 4-0. L'Australia fu sconfitta per 1-0 in finale dal Giappone dopo i tempi supplementari.
Segnò poi tre gol nelle eliminatorie AFC al campionato del mondo 2014 (contro Iraq, Oman e Giordania), risultando ancora decisivo per la qualificazione degli australiani. Il 5 marzo 2014 realizzò una doppietta in amichevole contro l'Ecuador, nella partita persa per 4-3, diventando il miglior marcatore di tutti i tempi dell'Australia con 31 gol. Nella fase finale del mondiale, in Brasile, segnò contro il Cile con un colpo di testa. Il suo secondo gol arrivò nella seconda partita disputata contro i Paesi Bassi con un pregevole tiro al volo che sorprese l'estremo difensore olandese Jasper Cillessen e diede il momentaneo 1-1 agli australiani, che poi persero per 3-2.
Convocato dal CT Ange Postecoglou per la Coppa d'Asia 2015 giocata in casa, Cahill si laureò campione d'Asia insieme ai suoi connazionali. Nella fase finale del torneo realizzò tre gol, di cui uno, quello del momentaneo pareggio, contro il Kuwait nella gara inaugurale del torneo (vittoria per 4-1) e due decisivi per la vittoria ai quarti di finale contro la Cina (2-0).
Nell'estate del 2017 prese parte alla Confederations Cup in Russia, dove l'Australia uscì al termine della fase a gironi.
Decisivo per la qualificazione dell'Australia al campionato del mondo 2018 (sua la decisiva doppietta nel ritorno dello spareggio del quarto turno contro la Siria), Cahill ottenne dal CT Bert van Marwijk la sua quarta convocazione per una fase finale di un mondiale. In Russia, però, scese in campo solo nella terza partita, inutile ai fini della qualificazione, persa per 2-0 contro il Perù, subentrando al 63º minuto di gioco. Entrò così nella ristretta lista di giocatori che hanno giocato quattro fasi finali del mondiale consecutive.
Al termine della manifestazione, il 16 luglio, Cahill annunciò il proprio ritiro dalla nazionale, salvo poi tornare in campo il successivo 20 novembre per un'amichevole contro il Libano in cui giocò gli ultimi 9 minuti indossando la fascia di capitano, prima di ritirarsi definitivamente. Il suo bilancio è di 50 gol (primato nazionale) in 108 partite (secondo giocatore con più presenze dopo Mark Schwarzer).

## Statistiche

### Presenze e reti nei club
Statistiche aggiornate al 28 gennaio 2019.
| Stagione              | Squadra               | Campionato            | Campionato | Campionato | Coppe nazionali | Coppe nazionali | Coppe nazionali | Coppe continentali | Coppe continentali | Coppe continentali | Altre coppe | Altre coppe | Altre coppe | Totale | Totale |
| Stagione              | Squadra               | Comp                  | Pres       | Reti       | Comp            | Pres            | Reti            | Comp               | Pres               | Reti               | Comp        | Pres        | Reti        | Pres   | Reti   |
| --------------------- | --------------------- | --------------------- | ---------- | ---------- | --------------- | --------------- | --------------- | ------------------ | ------------------ | ------------------ | ----------- | ----------- | ----------- | ------ | ------ |
| 1997-1998             | Millwall              | SD                    | 1          | 0          | FACup+CdL       | 0               | 0               | -                  | -                  | -                  | -           | -           | -           | 1      | 0      |
| 1998-1999             | Millwall              | SD                    | 36         | 6          | FACup+CdL       | 0+1             | 0               | -                  | -                  | -                  | FLT         | 4           | 0           | 41     | 6      |
| 1999-2000             | Millwall              | SD                    | 45+2       | 12+0       | FACup+CdL       | 1+2             | 0               | -                  | -                  | -                  | FLT         | 1           | 0           | 51     | 12     |
| 2000-2001             | Millwall              | SD                    | 41         | 9          | FACup+CdL       | 2+4             | 0+1             | -                  | -                  | -                  | FLT         | 1           | 0           | 48     | 10     |
| 2001-2002             | Millwall              | FD                    | 43+2       | 13+0       | FACup+CdL       | 2+2             | 0               | -                  | -                  | -                  | -           | -           | -           | 49     | 13     |
| 2002-2003             | Millwall              | FD                    | 11         | 3          | FACup+CdL       | 0               | 0               | -                  | -                  | -                  | -           | -           | -           | 11     | 3      |
| 2003-2004             | Millwall              | FD                    | 40         | 9          | FACup+CdL       | 7+1             | 3+0             | -                  | -                  | -                  | -           | -           | -           | 48     | 12     |
| 2004-2005             | Everton               | PL                    | 33         | 11         | FACup+CdL       | 2+3             | 1+0             | -                  | -                  | -                  | -           | -           | -           | 38     | 12     |
| 2005-2006             | Everton               | PL                    | 32         | 6          | FACup+CdL       | 3+0             | 1               | UCL+CU             | 2+2                | 0+1                | -           | -           | -           | 39     | 8      |
| 2006-2007             | Everton               | PL                    | 18         | 5          | FACup+CdL       | 0+3             | 2               | -                  | -                  | -                  | -           | -           | -           | 21     | 7      |
| 2007-2008             | Everton               | PL                    | 18         | 7          | FACup+CdL       | 0+4             | 1               | CU                 | 6                  | 2                  | -           | -           | -           | 28     | 10     |
| 2008-2009             | Everton               | PL                    | 30         | 8          | FACup+CdL       | 7+1             | 1+0             | CU                 | 2                  | 0                  | -           | -           | -           | 40     | 9      |
| 2009-2010             | Everton               | PL                    | 33         | 8          | FACup+CdL       | 2+1             | 1+0             | UEL                | 7                  | 1                  | -           | -           | -           | 43     | 10     |
| 2010-2011             | Everton               | PL                    | 27         | 9          | FACup+CdL       | 1+0             | 0               | -                  | -                  | -                  | -           | -           | -           | 28     | 9      |
| 2011-2012             | Everton               | PL                    | 35         | 2          | FACup+CdL       | 4+2             | 1+0             | -                  | -                  | -                  | -           | -           | -           | 41     | 3      |
| Totale Everton        | Totale Everton        | Totale Everton        | 226        | 56         |                 | 33              | 8               |                    | 19                 | 4                  |             | -           | -           | 278    | 68     |
| 2012                  | N.Y. Red Bulls        | MLS                   | 12+2       | 1+0        | USOC            | 0               | 0               | -                  | -                  | -                  | -           | -           | -           | 14     | 1      |
| 2013                  | N.Y. Red Bulls        | MLS                   | 27+2       | 11+1       | USOC            | 0               | 0               | -                  | -                  | -                  | -           | -           | -           | 29     | 12     |
| 2014                  | N.Y. Red Bulls        | MLS                   | 23+5       | 2+1        | USOC            | 0               | 0               | CCL                | 1                  | 0                  | -           | -           | -           | 29     | 3      |
| Totale N.Y. Red Bulls | Totale N.Y. Red Bulls | Totale N.Y. Red Bulls | 62+9       | 14+2       |                 | 0               | 0               |                    | 1                  | 0                  |             | -           | -           | 72     | 16     |
| 2015                  | Shanghai Greenland    | CSL                   | 28         | 11         | CC              | 6               | 1               | -                  | -                  | -                  | -           | -           | -           | 34     | 12     |
| 2016                  | Hangzhou Greentown    | CSL                   | 17         | 4          | CC              | 0               | 0               | -                  | -                  | -                  | -           | -           | -           | 17     | 4      |
| 2016-2017             | Melbourne City        | AL                    | 21+1       | 11+0       | FFACup          | 4               | 2               | -                  | -                  | -                  | -           | -           | -           | 26     | 13     |
| 2017-gen. 2018        | Melbourne City        | AL                    | 6          | 0          | FFACup          | 1               | 0               | -                  | -                  | -                  | -           | -           | -           | 7      | 0      |
| Totale Melbourne City | Totale Melbourne City | Totale Melbourne City | 27+1       | 11         |                 | 5               | 2               |                    | -                  | -                  |             | -           | -           | 33     | 13     |
| gen.-giu. 2018        | Millwall              | FLC                   | 10         | 0          | FACup+CdL       | -               | -               | -                  | -                  | -                  | -           | -           | -           | 10     | 0      |
| Totale Millwall       | Totale Millwall       | Totale Millwall       | 227+4      | 52         |                 | 22              | 4               |                    | -                  | -                  |             | 6           | 0           | 259    | 56     |
| 2018-2019             | Jamshedpur            | ISL                   | 11         | 2          | -               | -               | -               | -                  | -                  | -                  | -           | -           | -           | 11     | 2      |
| Totale carriera       | Totale carriera       | Totale carriera       | 612        | 152        |                 | 66              | 15              |                    | 20                 | 4                  |             | 6           | 0           | 704    | 171    |

### Cronologia presenze e reti in nazionale
| Cronologia completa delle presenze e delle reti in nazionale ― Australia | Cronologia completa delle presenze e delle reti in nazionale ― Australia | Cronologia completa delle presenze e delle reti in nazionale ― Australia | Cronologia completa delle presenze e delle reti in nazionale ― Australia | Cronologia completa delle presenze e delle reti in nazionale ― Australia | Cronologia completa delle presenze e delle reti in nazionale ― Australia | Cronologia completa delle presenze e delle reti in nazionale ― Australia | Cronologia completa delle presenze e delle reti in nazionale ― Australia |
| Data                                                                     | Città                                                                    | In casa                                                                  | Risultato                                                                | Ospiti                                                                   | Competizione                                                             | Reti                                                                     | Note                                                                     |
| ------------------------------------------------------------------------ | ------------------------------------------------------------------------ | ------------------------------------------------------------------------ | ------------------------------------------------------------------------ | ------------------------------------------------------------------------ | ------------------------------------------------------------------------ | ------------------------------------------------------------------------ | ------------------------------------------------------------------------ |
| 30-3-2004                                                                | Londra                                                                   | Australia                                                                | 1 – 0                                                                    | Sudafrica                                                                | Amichevole                                                               | -                                                                        |                                                                          |
| 31-5-2004                                                                | Adelaide                                                                 | Australia                                                                | 9 – 0                                                                    | Tahiti                                                                   | Qual. Mondiali 2006                                                      | 2                                                                        |                                                                          |
| 2-6-2004                                                                 | Adelaide                                                                 | Australia                                                                | 6 – 1                                                                    | Figi                                                                     | Qual. Mondiali 2006                                                      | 3                                                                        | 58’                                                                      |
| 6-6-2004                                                                 | Adelaide                                                                 | Australia                                                                | 2 – 2                                                                    | Isole Salomone                                                           | Qual. Mondiali 2006                                                      | 1                                                                        |                                                                          |
| 16-11-2004                                                               | Londra                                                                   | Australia                                                                | 2 – 2                                                                    | Norvegia                                                                 | Amichevole                                                               | 1                                                                        | 77’                                                                      |
| 26-3-2005                                                                | Sydney                                                                   | Australia                                                                | 2 – 1                                                                    | Iraq                                                                     | Amichevole                                                               | -                                                                        | 19’ 71’                                                                  |
| 9-6-2005                                                                 | Londra                                                                   | Australia                                                                | 1 – 0                                                                    | Nuova Zelanda                                                            | Amichevole                                                               | -                                                                        |                                                                          |
| 15-6-2005                                                                | Francoforte                                                              | Germania                                                                 | 4 – 3                                                                    | Australia                                                                | Conf. Cup 2005 - 1º turno                                                | -                                                                        | 74’                                                                      |
| 18-6-2005                                                                | Norimberga                                                               | Australia                                                                | 2 – 4                                                                    | Argentina                                                                | Conf. Cup 2005 - 1º turno                                                | -                                                                        | 49’                                                                      |
| 21-6-2005                                                                | Lipsia                                                                   | Australia                                                                | 0 – 2                                                                    | Tunisia                                                                  | Conf. Cup 2005 - 1º turno                                                | -                                                                        | 61’ 62’                                                                  |
| 3-9-2005                                                                 | Sydney                                                                   | Australia                                                                | 7 – 0                                                                    | Isole Salomone                                                           | Qual. Mondiali 2006                                                      | 1                                                                        |                                                                          |
| 6-9-2005                                                                 | Honiara                                                                  | Isole Salomone                                                           | 1 – 2                                                                    | Australia                                                                | Qual. Mondiali 2006                                                      | -                                                                        | 46’                                                                      |
| 9-10-2005                                                                | Londra                                                                   | Australia                                                                | 5 – 0                                                                    | Giamaica                                                                 | Amichevole                                                               | -                                                                        | 79’                                                                      |
| 16-11-2005                                                               | Sydney                                                                   | Australia                                                                | 1 – 0 dts (4 – 2 dtr)                                                    | Uruguay                                                                  | Qual. Mondiali 2006                                                      | -                                                                        |                                                                          |
| 4-6-2006                                                                 | Rotterdam                                                                | Paesi Bassi                                                              | 1 – 1                                                                    | Australia                                                                | Amichevole                                                               | 1                                                                        | 51’                                                                      |
| 7-6-2006                                                                 | Ulma                                                                     | Liechtenstein                                                            | 1 – 3                                                                    | Australia                                                                | Amichevole                                                               | -                                                                        | 45’ 83’                                                                  |
| 12-6-2006                                                                | Kaiserslautern                                                           | Australia                                                                | 3 – 1                                                                    | Giappone                                                                 | Mondiali 2006 - 1º turno                                                 | 2                                                                        | 53’ 69’                                                                  |
| 18-6-2006                                                                | Monaco                                                                   | Brasile                                                                  | 2 – 0                                                                    | Australia                                                                | Mondiali 2006 - 1º turno                                                 | -                                                                        | 56’                                                                      |
| 22-6-2006                                                                | Stoccarda                                                                | Croazia                                                                  | 2 – 2                                                                    | Australia                                                                | Mondiali 2006 - 1º turno                                                 | -                                                                        |                                                                          |
| 25-6-2006                                                                | Kaiserslautern                                                           | Italia                                                                   | 1 – 0                                                                    | Australia                                                                | Mondiali 2006 - Ottavi di finale                                         | -                                                                        | 49’                                                                      |
| 7-10-2006                                                                | Brisbane                                                                 | Australia                                                                | 1 – 1                                                                    | Paraguay                                                                 | Amichevole                                                               | -                                                                        |                                                                          |
| 11-10-2006                                                               | Sydney                                                                   | Australia                                                                | 2 – 0                                                                    | Bahrein                                                                  | Qual. Coppa d'Asia 2007                                                  | -                                                                        | 81’                                                                      |
| 6-2-2007                                                                 | Londra                                                                   | Australia                                                                | 1 – 3                                                                    | Danimarca                                                                | Amichevole                                                               | -                                                                        | 75’                                                                      |
| 8-7-2007                                                                 | Bangkok                                                                  | Australia                                                                | 1 – 1                                                                    | Oman                                                                     | Coppa d'Asia 2007 - 1º turno                                             | 1                                                                        | 62’ - 89’                                                                |
| 13-7-2007                                                                | Bangkok                                                                  | Iraq                                                                     | 3 – 1                                                                    | Australia                                                                | Coppa d'Asia 2007 - 1º turno                                             | -                                                                        | 46’                                                                      |
| 16-7-2007                                                                | Bangkok                                                                  | Thailandia                                                               | 0 – 4                                                                    | Australia                                                                | Coppa d'Asia 2007 - 1º turno                                             | -                                                                        | 74’                                                                      |
| 21-7-2007                                                                | Hanoi                                                                    | Giappone                                                                 | 1 – 1 dts (4 – 3 dtr)                                                    | Australia                                                                | Coppa d'Asia 2007 - Quarti di finale                                     | -                                                                        | 71’                                                                      |
| 6-2-2008                                                                 | Melbourne                                                                | Australia                                                                | 3 – 0                                                                    | Qatar                                                                    | Qual. Mondiali 2010                                                      | 1                                                                        | 67’                                                                      |
| 15-10-2008                                                               | Brisbane                                                                 | Australia                                                                | 4 – 0                                                                    | Qatar                                                                    | Qual. Mondiali 2010                                                      | 1                                                                        |                                                                          |
| 19-11-2008                                                               | Manama                                                                   | Bahrein                                                                  | 0 – 1                                                                    | Australia                                                                | Qual. Mondiali 2010                                                      | -                                                                        | 86’                                                                      |
| 11-2-2009                                                                | Yokohama                                                                 | Giappone                                                                 | 0 – 0                                                                    | Australia                                                                | Qual. Mondiali 2010                                                      | -                                                                        | 85’                                                                      |
| 6-6-2009                                                                 | Doha                                                                     | Qatar                                                                    | 0 – 0                                                                    | Australia                                                                | Qual. Mondiali 2010                                                      | -                                                                        | 90+2’                                                                    |
| 17-6-2009                                                                | Melbourne                                                                | Australia                                                                | 2 – 1                                                                    | Giappone                                                                 | Qual. Mondiali 2010                                                      | 2                                                                        | 84’                                                                      |
| 12-8-2009                                                                | Limerick                                                                 | Irlanda                                                                  | 0 – 3                                                                    | Australia                                                                | Amichevole                                                               | 2                                                                        | 46’                                                                      |
| 10-10-2009                                                               | Sydney                                                                   | Australia                                                                | 0 – 0                                                                    | Paesi Bassi                                                              | Amichevole                                                               | -                                                                        | 46’                                                                      |
| 14-10-2009                                                               | Melbourne                                                                | Australia                                                                | 1 – 0                                                                    | Oman                                                                     | Qual. Coppa d'Asia 2011                                                  | 1                                                                        | 89’                                                                      |
| 14-11-2009                                                               | Mascate                                                                  | Oman                                                                     | 1 – 2                                                                    | Australia                                                                | Qual. Coppa d'Asia 2011                                                  | -                                                                        | 67’                                                                      |
| 24-5-2010                                                                | Melbourne                                                                | Australia                                                                | 2 – 1                                                                    | Nuova Zelanda                                                            | Amichevole                                                               | -                                                                        | 30’ 46’                                                                  |
| 1-6-2010                                                                 | Roodepoort                                                               | Australia                                                                | 1 – 0                                                                    | Danimarca                                                                | Amichevole                                                               | -                                                                        |                                                                          |
| 5-6-2010                                                                 | Roodepoort                                                               | Stati Uniti                                                              | 3 – 1                                                                    | Australia                                                                | Amichevole                                                               | 1                                                                        | 46’                                                                      |
| 13-6-2010                                                                | Durban                                                                   | Germania                                                                 | 4 – 0                                                                    | Australia                                                                | Mondiali 2010 - 1º turno                                                 | -                                                                        | 56’                                                                      |
| 23-6-2010                                                                | Nelspruit                                                                | Australia                                                                | 2 – 1                                                                    | Serbia                                                                   | Mondiali 2010 - 1º turno                                                 | 1                                                                        |                                                                          |
| 3-9-2010                                                                 | San Gallo                                                                | Svizzera                                                                 | 0 – 0                                                                    | Australia                                                                | Amichevole                                                               | -                                                                        | 66’                                                                      |
| 7-9-2010                                                                 | Cracovia                                                                 | Polonia                                                                  | 1 – 2                                                                    | Australia                                                                | Amichevole                                                               | -                                                                        | 75’                                                                      |
| 9-10-2010                                                                | Sydney                                                                   | Australia                                                                | 1 – 0                                                                    | Paraguay                                                                 | Amichevole                                                               | -                                                                        | 75’                                                                      |
| 17-11-2010                                                               | Il Cairo                                                                 | Egitto                                                                   | 3 – 0                                                                    | Australia                                                                | Amichevole                                                               | -                                                                        | 80’                                                                      |
| 10-1-2011                                                                | Doha                                                                     | India                                                                    | 0 – 4                                                                    | Australia                                                                | Coppa d'Asia 2011 - 1º turno                                             | 2                                                                        |                                                                          |
| 14-1-2011                                                                | Doha                                                                     | Australia                                                                | 1 – 1                                                                    | Corea del Sud                                                            | Coppa d'Asia 2011 - 1º turno                                             | -                                                                        | 90+4’                                                                    |
| 18-1-2011                                                                | Doha                                                                     | Australia                                                                | 1 – 0                                                                    | Bahrein                                                                  | Coppa d'Asia 2011 - 1º turno                                             | -                                                                        | 90+1’                                                                    |
| 22-1-2011                                                                | Doha                                                                     | Australia                                                                | 1 – 0 dts                                                                | Iraq                                                                     | Coppa d'Asia 2011 - Quarti di finale                                     | -                                                                        | 90+2’                                                                    |
| 25-1-2011                                                                | Doha                                                                     | Uzbekistan                                                               | 0 – 6                                                                    | Australia                                                                | Coppa d'Asia 2011 - Semifinale                                           | -                                                                        | 71’                                                                      |
| 29-1-2011                                                                | Doha                                                                     | Australia                                                                | 0 – 1 dts                                                                | Giappone                                                                 | Coppa d'Asia 2011 - Finale                                               | -                                                                        | 110’                                                                     |
| 10-8-2011                                                                | Cardiff                                                                  | Galles                                                                   | 1 – 2                                                                    | Australia                                                                | Amichevole                                                               | 1                                                                        | 70’                                                                      |
| 2-9-2011                                                                 | Brisbane                                                                 | Australia                                                                | 2 – 1                                                                    | Thailandia                                                               | Qual. Mondiali 2014                                                      | -                                                                        | 71’                                                                      |
| 6-9-2011                                                                 | Dammam                                                                   | Arabia Saudita                                                           | 1 – 3                                                                    | Australia                                                                | Qual. Mondiali 2014                                                      | -                                                                        | 87’                                                                      |
| 2-6-2012                                                                 | Copenaghen                                                               | Danimarca                                                                | 2 – 0                                                                    | Australia                                                                | Amichevole                                                               | -                                                                        | 69’                                                                      |
| 12-6-2012                                                                | Brisbane                                                                 | Australia                                                                | 1 – 1                                                                    | Giappone                                                                 | Qual. Mondiali 2014                                                      | -                                                                        |                                                                          |
| 6-9-2012                                                                 | Beirut                                                                   | Libano                                                                   | 0 – 3                                                                    | Australia                                                                | Amichevole                                                               | 1                                                                        | 51’                                                                      |
| 11-9-2012                                                                | Amman                                                                    | Giordania                                                                | 2 – 1                                                                    | Australia                                                                | Qual. Mondiali 2014                                                      | -                                                                        |                                                                          |
| 16-10-2012                                                               | Doha                                                                     | Iraq                                                                     | 1 – 2                                                                    | Australia                                                                | Qual. Mondiali 2014                                                      | 1                                                                        | 87’ 90’                                                                  |
| 26-3-2013                                                                | Sydney                                                                   | Australia                                                                | 2 – 2                                                                    | Oman                                                                     | Qual. Mondiali 2014                                                      | 1                                                                        |                                                                          |
| 4-6-2013                                                                 | Saitama                                                                  | Giappone                                                                 | 1 – 1                                                                    | Australia                                                                | Qual. Mondiali 2014                                                      | -                                                                        |                                                                          |
| 11-6-2013                                                                | Melbourne                                                                | Australia                                                                | 4 – 0                                                                    | Giordania                                                                | Qual. Mondiali 2014                                                      | 1                                                                        |                                                                          |
| 18-6-2013                                                                | Sydney                                                                   | Australia                                                                | 1 – 0                                                                    | Iraq                                                                     | Qual. Mondiali 2014                                                      | -                                                                        | 78’                                                                      |
| 11-10-2013                                                               | Parigi                                                                   | Francia                                                                  | 6 – 0                                                                    | Australia                                                                | Amichevole                                                               | -                                                                        | 79’                                                                      |
| 19-11-2013                                                               | Sydney                                                                   | Australia                                                                | 1 – 0                                                                    | Costa Rica                                                               | Amichevole                                                               | 1                                                                        | 52’                                                                      |
| 5-3-2014                                                                 | Londra                                                                   | Australia                                                                | 3 – 4                                                                    | Ecuador                                                                  | Amichevole                                                               | 2                                                                        | 67’                                                                      |
| 26-5-2014                                                                | Sydney                                                                   | Australia                                                                | 1 – 1                                                                    | Sudafrica                                                                | Amichevole                                                               | 1                                                                        | Cap. 62’                                                                 |
| 6-6-2014                                                                 | Salvador                                                                 | Croazia                                                                  | 1 – 0                                                                    | Australia                                                                | Amichevole                                                               | -                                                                        | 66’                                                                      |
| 13-6-2014                                                                | Cuiabá                                                                   | Cile                                                                     | 3 – 1                                                                    | Australia                                                                | Mondiali 2014 - 1º turno                                                 | 1                                                                        | 44’                                                                      |
| 18-6-2014                                                                | Porto Alegre                                                             | Australia                                                                | 2 – 3                                                                    | Paesi Bassi                                                              | Mondiali 2014 - 1º turno                                                 | 1                                                                        | 43’ 69’                                                                  |
| 4-9-2014                                                                 | Liegi                                                                    | Belgio                                                                   | 2 – 0                                                                    | Australia                                                                | Amichevole                                                               | -                                                                        | 72’                                                                      |
| 8-9-2014                                                                 | Londra                                                                   | Arabia Saudita                                                           | 2 – 3                                                                    | Australia                                                                | Amichevole                                                               | 1                                                                        | 69’                                                                      |
| 10-10-2014                                                               | Abu Dhabi                                                                | Emirati Arabi Uniti                                                      | 0 – 0                                                                    | Australia                                                                | Amichevole                                                               | -                                                                        | 77’                                                                      |
| 14-10-2014                                                               | Doha                                                                     | Qatar                                                                    | 1 – 0                                                                    | Australia                                                                | Amichevole                                                               | -                                                                        | 76’                                                                      |
| 8-11-2014                                                                | Osaka                                                                    | Giappone                                                                 | 2 – 1                                                                    | Australia                                                                | Kirin Cup                                                                | 1                                                                        | 73’                                                                      |
| 9-1-2015                                                                 | Melbourne                                                                | Australia                                                                | 4 – 1                                                                    | Kuwait                                                                   | Coppa d'Asia 2015 - 1º turno                                             | 1                                                                        | 65’                                                                      |
| 13-1-2015                                                                | Sydney                                                                   | Oman                                                                     | 0 – 4                                                                    | Australia                                                                | Coppa d'Asia 2015 - 1º turno                                             | -                                                                        | Cap. 51’                                                                 |
| 17-1-2015                                                                | Brisbane                                                                 | Australia                                                                | 0 – 1                                                                    | Corea del Sud                                                            | Coppa d'Asia 2015 - 1º turno                                             | -                                                                        | 71’ 90+1’                                                                |
| 22-1-2015                                                                | Brisbane                                                                 | Cina                                                                     | 0 – 2                                                                    | Australia                                                                | Coppa d'Asia 2015 - Quarti di finale                                     | 2                                                                        | 80’                                                                      |
| 27-1-2015                                                                | Newcastle                                                                | Australia                                                                | 2 – 0                                                                    | Emirati Arabi Uniti                                                      | Coppa d'Asia 2015 - Semifinale                                           | -                                                                        | 67’                                                                      |
| 31-1-2015                                                                | Sydney                                                                   | Corea del Sud                                                            | 1 – 2 dts                                                                | Australia                                                                | Coppa d'Asia 2015 - Finale                                               | -                                                                        | 63’ 1º titolo                                                            |
| 16-6-2015                                                                | Biškek                                                                   | Kirghizistan                                                             | 1 – 2                                                                    | Australia                                                                | Qual. Mondiali 2018                                                      | -                                                                        | 87’                                                                      |
| 3-9-2015                                                                 | Perth                                                                    | Australia                                                                | 5 – 0                                                                    | Bangladesh                                                               | Qual. Mondiali 2018                                                      | -                                                                        | 62’                                                                      |
| 8-9-2015                                                                 | Dušanbe                                                                  | Tagikistan                                                               | 0 – 3                                                                    | Australia                                                                | Qual. Mondiali 2018                                                      | 2                                                                        | Cap.                                                                     |
| 8-10-2015                                                                | Amman                                                                    | Giordania                                                                | 2 – 0                                                                    | Australia                                                                | Qual. Mondiali 2018                                                      | -                                                                        | 67’                                                                      |
| 12-11-2015                                                               | Canberra                                                                 | Australia                                                                | 3 – 0                                                                    | Kirghizistan                                                             | Qual. Mondiali 2018                                                      | 1                                                                        | 90’                                                                      |
| 17-11-2015                                                               | Dacca                                                                    | Bangladesh                                                               | 0 – 4                                                                    | Australia                                                                | Qual. Mondiali 2018                                                      | 3                                                                        |                                                                          |
| 29-3-2016                                                                | Sydney                                                                   | Australia                                                                | 5 – 1                                                                    | Giordania                                                                | Qual. Mondiali 2018                                                      | 2                                                                        | Cap.                                                                     |
| 4-6-2016                                                                 | Sydney                                                                   | Australia                                                                | 1 – 0                                                                    | Grecia                                                                   | Amichevole                                                               | -                                                                        | 72’                                                                      |
| 7-6-2016                                                                 | Melbourne                                                                | Australia                                                                | 1 – 2                                                                    | Grecia                                                                   | Amichevole                                                               | -                                                                        | Cap.                                                                     |
| 6-9-2016                                                                 | Abu Dhabi                                                                | Emirati Arabi Uniti                                                      | 0 – 1                                                                    | Australia                                                                | Qual. Mondiali 2018                                                      | 1                                                                        | 71’                                                                      |
| 6-10-2016                                                                | Gedda                                                                    | Arabia Saudita                                                           | 2 – 2                                                                    | Australia                                                                | Qual. Mondiali 2018                                                      | -                                                                        | 85’                                                                      |
| 11-10-2016                                                               | Melbourne                                                                | Australia                                                                | 1 – 1                                                                    | Giappone                                                                 | Qual. Mondiali 2018                                                      | -                                                                        | 70’                                                                      |
| 23-3-2017                                                                | Teheran                                                                  | Iraq                                                                     | 1 – 1                                                                    | Australia                                                                | Qual. Mondiali 2018                                                      | -                                                                        | 72’                                                                      |
| 28-3-2017                                                                | Sydney                                                                   | Australia                                                                | 2 – 0                                                                    | Emirati Arabi Uniti                                                      | Qual. Mondiali 2018                                                      | -                                                                        | 71’                                                                      |
| 13-6-2017                                                                | Melbourne                                                                | Australia                                                                | 0 – 4                                                                    | Brasile                                                                  | Amichevole                                                               | -                                                                        | 57’                                                                      |
| 19-6-2017                                                                | Soči                                                                     | Australia                                                                | 2 – 3                                                                    | Germania                                                                 | Conf. Cup 2017 - 1º turno                                                | -                                                                        | 87’                                                                      |
| 22-6-2017                                                                | San Pietroburgo                                                          | Camerun                                                                  | 1 – 1                                                                    | Australia                                                                | Conf. Cup 2017 - 1º turno                                                | -                                                                        | 70’                                                                      |
| 25-6-2017                                                                | Mosca                                                                    | Cile                                                                     | 1 – 1                                                                    | Australia                                                                | Conf. Cup 2017 - 1º turno                                                | -                                                                        | 57’                                                                      |
| 31-8-2017                                                                | Saitama                                                                  | Giappone                                                                 | 2 – 0                                                                    | Australia                                                                | Qual. Mondiali 2018                                                      | -                                                                        | 70’                                                                      |
| 5-9-2017                                                                 | Melbourne                                                                | Australia                                                                | 2 – 1                                                                    | Thailandia                                                               | Qual. Mondiali 2018                                                      | -                                                                        | 57’                                                                      |
| 10-10-2017                                                               | Sydney                                                                   | Australia                                                                | 2 – 1                                                                    | Siria                                                                    | Qual. Mondiali 2018                                                      | 2                                                                        | Cap.                                                                     |
| 15-11-2017                                                               | Sydney                                                                   | Australia                                                                | 3 – 1                                                                    | Honduras                                                                 | Qual. Mondiali 2018                                                      | -                                                                        | 66’                                                                      |
| 27-3-2018                                                                | Londra                                                                   | Colombia                                                                 | 0 – 0                                                                    | Australia                                                                | Amichevole                                                               | -                                                                        | 63’                                                                      |
| 9-6-2018                                                                 | Budapest                                                                 | Ungheria                                                                 | 1 – 2                                                                    | Australia                                                                | Amichevole                                                               | -                                                                        | 80’                                                                      |
| 26-6-2018                                                                | Soči                                                                     | Australia                                                                | 0 – 2                                                                    | Perù                                                                     | Mondiali 2018 - 1º turno                                                 | -                                                                        | 53’                                                                      |
| 20-11-2018                                                               | Sydney                                                                   | Australia                                                                | 3 – 0                                                                    | Libano                                                                   | Amichevole                                                               | -                                                                        | 82’                                                                      |
| Totale                                                                   |                                                                          | Presenze (2º posto)                                                      | 108                                                                      |                                                                          | Reti (1º posto)                                                          | 50                                                                       |                                                                          |

## Palmarès

### Club
- Second Division: 1

Millwall: 2000-2001
- MLS Supporters' Shield: 1

New York Red Bulls: 2013
- FFA Cup: 1

Melbourne City: 2016

### Nazionale
- Coppa d'Oceania: 1

2004
- Coppa d'Asia: 1

2015

### Individuale
- Squadra dell'anno della PFA: 2

2000-2001 (Division Two), 2003-2004 (First Division)
- Capocannoniere della Coppa d'Oceania: 1

2004 (6 gol)
- Calciatore oceaniano dell'anno: 1

2004
- PFA Footballer of the Year Award: 1

2009
- MLS Best XI: 1

2013